# Margaret Newton
Pour les articles homonymes, voir Newton.
Margaret Brown Newton (20 avril 1887 - 6 avril 1971) est une phytopathologiste et mycologue canadienne de renommée internationale, reconnue pour ses recherches de pionnière concernant la rouille noire due à Puccinia graminis, en particulier pour son effet sur le blé canadien. Margaret Newton ne s'est jamais mariée. Elle était considérée comme une personne sympathique et chaleureuse qui « travaillait souvent jusqu'à l'épuisement ».

## Années de jeunesse
Margaret Newton est née à Montréal le 20 avril 1887 de l'union de John Newton et Elizabeth Brown. Elle avait trois frères et une sœur. Son père était un chimiste intéressé par l'application de la science à l'agriculture.
Son éducation formelle a commencé dans une petite école qui ne disposait que d'une classe à North Nation Mills, petite localité d'environ 300 habitants située sur les rives de la Rivière de la Petite Nation au nord de Plaisance. La famille déménagea à Montréal quand son père obtint un emploi mieux rémunéré. Là, elle poursuivit ses études, après quoi la famille retourna à Plaisance. C'est à cet endroit qu'elle termina l'école secondaire. Après deux années de scolarité supplémentaires, elle enseigna à l'école de North Nation Mills durant un an. Elle a ensuite déménagé à Vankleek Hill en Ontario, pour entreprendre des études au Vankleek Hill Collegiate Institute (en) avant de terminer sa formation de professeur à l'École normale de Toronto (en). Elle a ensuite enseigné à Lachine, au Québec, pendant trois ans, et à l'école de North Nation Mills durant une autre année. Elle put ainsi financer des études d'enseignement postsecondaire.
Passionnée d'art, elle s'inscrivit à un programme d'arts à l'Université McMaster à Hamilton, en Ontario, avant de revenir à Montréal, un an plus tard, où elle suivit au Campus Macdonald un programme d'études en agriculture. Elle était la seule femme parmi 50 étudiants, ce qui ne l'a pas empêchée de recevoir plus tard la Médaille académique du Gouverneur général pour la plus grande réussite. À cette époque, elle a rejoint la Société québécoise pour la protection des plantes, devenant la première femme membre de cette association. Elle a également été membre de la Debating Society, et présidente d'une société littéraire durant une année.
Son superviseur, W.P. Fraser, s'est rendu dans l'Ouest du Canada en 1917 à la recherche d'échantillons de la rouille noire à la suite de l'épidémie dévastatrice de 1916, qui avait détruit 100 millions de boisseaux de blé pour une valeur d'environ 200 millions de dollars canadiens. Margaret Newton eut pour tâche d'étudier les échantillons qu'il avait recueillis, ce qu'elle n'accepta qu'après que le doyen de l'école qui l'employait eut supprimé les restrictions qui interdisaient aux femmes d'utiliser les installations des laboratoires pendant la nuit ; à cette époque, elle devait encore affronter le couvre-feu de 22 h. Au cours de ses recherches, elle a découvert que les spores de la rouille noire infectaient le blé avec différents degrés de virulence.
Margaret Newton et son amie, Perle Clayton Stanford, qui obtint en 1918 un baccalauréat ès sciences en agriculture (en) (BSA), furent les premières femmes à obtenir un diplôme de baccalauréat dans ce domaine,. L'année suivante, elle obtint son diplôme de maîtrise universitaire ès sciences (M.Sc.)  pour lequel sa thèse sur La résistance des variétés de blé à Puccinia graminis concerne « différentes formes de spores du champignon de la rouille ». Tout au long de son parcours universitaire, elle demeura la meilleure de sa classe.

## Travaux de recherche

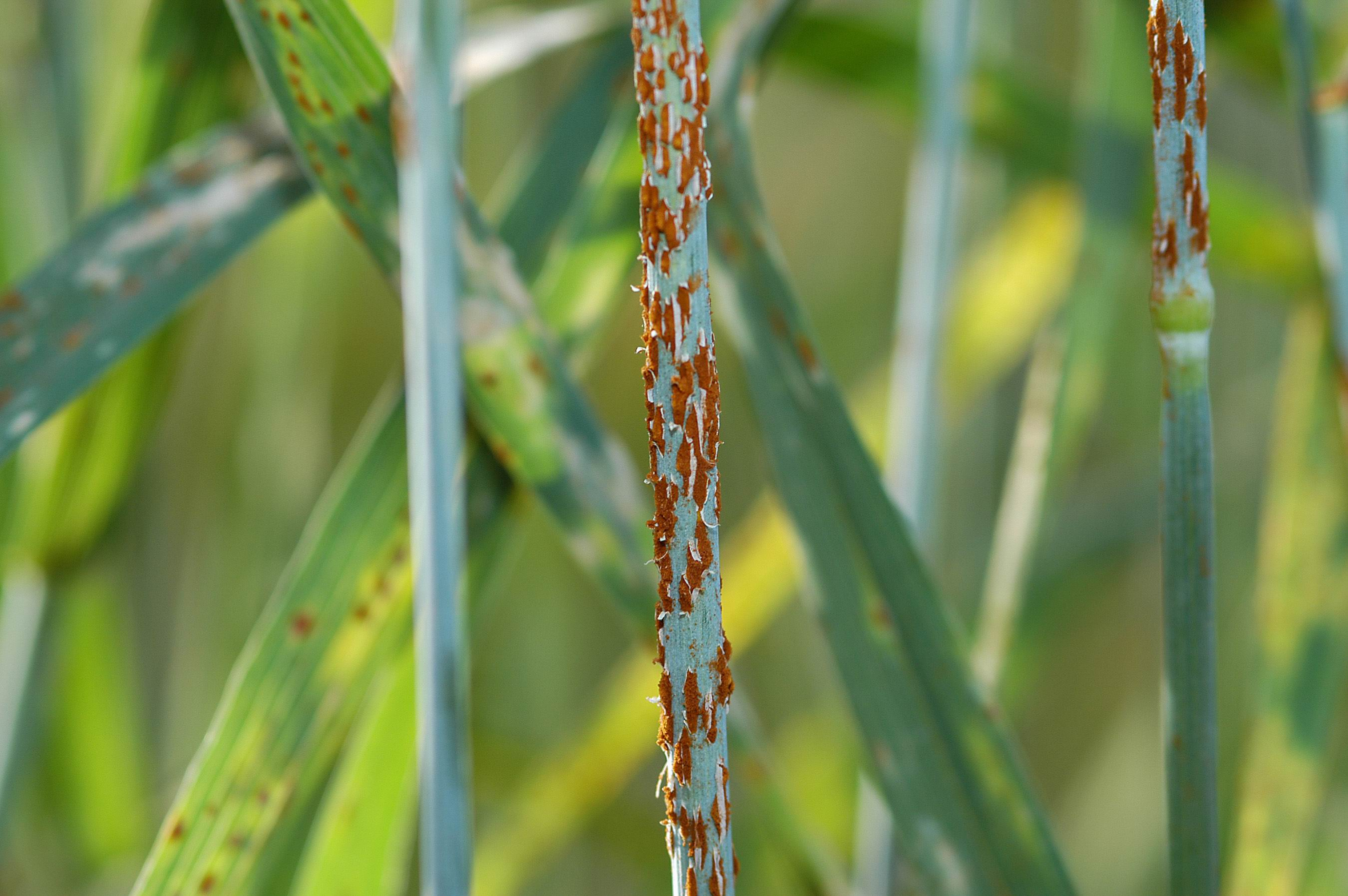
Symptômes de la rouille noire (Puccinia graminis) sur une tige de blé.

En 1920, à la suite de ses recherches sur la rouille des céréales tout en complétant son baccalauréat et sa maîtrise au Collège Macdonald, un poste de recherche à l'Université de la Saskatchewan à Saskatoon lui fut offert. Elle accepta, et de 1922 à 1925 elle fut professeur adjoint dans le département de biologie de cette université rejoignant son ancien superviseur, W.P. Fraser. Durant cette période, elle a effectué ses études de doctorat à l'Université du Minnesota, sous la supervision d'Elvin C. Stakman. Elle obtint son diplôme de doctorat en philosophie (Ph.D.) en science agricole en 1922 en rédigeant une dissertation sur une étude sur la rouille noire du blé (Puccinia graminis tritici). Stakman avait aussi fait des recherches sur la rouille noire. Elle réalisa ces travaux de thèse en passant six mois dans le Minnesota, puis six mois à Saskatoon.
En 1925, elle fut invitée par William Richard Motherwell, ministre fédéral de l'Agriculture, pour aider à gérer le laboratoire récemment ouvert à l'Université du Manitoba à Winnipeg, le laboratoire de recherche Dominion Rust, mis sur pied pour lutter contre les épidémies de rouille survenues en 1916, 1919, et 1921. Elle a été nommée « phytopathologiste principale » du laboratoire, poste qu'elle conserva jusqu'à la retraite. Thorvaldur Johnson, l'un de ses anciens étudiants, devint son assistant de recherche. Elle réalisa une enquête annuelle sur cette maladie dans l'Ouest canadien,, et découvrit une diversité d'espèces dans les populations de rouille, ce qui lui a finalement permis de découvrir et de cataloguer les espèces et hybrides de blé résistants à la rouille noire.
Elle a publié 45 articles scientifiques sur les champignons responsables de rouille et 11 résumés de recherche. En 1929, elle participe à la fondation de la Société canadienne de phytopathologie et devient l'une des rédactrices de la revue Phytopathology. Margaret Newton a identifié sur le plan physiologique des espèces distinctes de Puccinia graminis et déterminé leur structure génétique, leur physiologie, leur origine et leur cycle de vie,. Elle a étudié la rouille jaune sur le blé et l'orge et la rouille brune du blé, ainsi que les facteurs environnementaux sur l'expression de la maladie chez les plants de blé. Elle a également étudié la structure génétique des agents pathogènes de la rouille du blé.
Ses recherches ont attiré l'attention du monde scientifique, en particulier dans les pays producteurs de céréales qui doivent lutter contre ce type de maladies. À cette époque, elle était reconnue internationalement comme une autorité sur les rouilles végétales. Elle a représenté le Canada lors de congrès scientifiques aux États-Unis, en Europe et en Russie. Ses recherches eurent une portée économique significative, car elles furent utilisées pour créer des cultivars de blé résistants à la rouille. Il s'ensuivit une « réduction des pertes annuelles de blé dues à la rouille de 30 millions de boisseaux à pratiquement aucun », si bien que la rouille du blé ne constitue plus un problème d'importance au Canada.
En 1933, le gouvernement de l'Union soviétique, inquiet des pertes de récoltes persistantes causées par la rouille noire, invita la chercheuse à Leningrad à la demande de Nikolaï Vavilov. Elle y passa trois mois, au cours desquels elle bénéficia d'un statut privilégié semblable à celui d'un officiel russe, et prit connaissance de toutes les phases de la recherche végétale réalisée à l'Académie Lénine des sciences agronomiques. Auparavant, Vavilov avait tenté de la faire venir à Leningrad en 1930 en lui offrant un poste doté d'un salaire généreux, ainsi que de nombreuses commodités.

## Retraite
Son exposition continue aux spores de la rouille noire a aggravé chez elle une maladie respiratoire, la forçant à prendre une retraite anticipée en 1945 à Victoria en Colombie-Britannique (Canada). Les agriculteurs signèrent une pétition en son nom pour demander au gouvernement canadien de lui accorder une pleine pension, en raison du fait qu'elle avait fait épargner au pays des millions de dollars. À la retraite, elle a continué à partager son expertise. Elle s'est rendue de nouveau en Russie ainsi qu'en Afrique pour aider dans la lutte contre cette maladie. Elle fut présente également à des conventions et des conférences. En 1950, elle a participé au Congrès international de botanique qui eut lieu en Suède et à la conférence de la Fédération internationale des femmes diplômées des universités en Suisse. Elle est devenue active dans certains groupes de femmes. Le jardinage comptait parmi ses loisirs, de même que l'ornithologie et le canoë. Elle est morte à Victoria le 6 avril 1971.

## Héritage et distinctions
Margaret Newton a obtenu de nombreux prix et distinctions au cours de sa vie. En 1942, elle est la deuxième femme élue Fellow de la Société royale du Canada (MSRC) après Alice Wilson,. Elle fut la première personne à obtenir un diplôme d'un collège agricole et d'en recevoir un prix à cet effet. Elle a reçu la Médaille Flavelle de la Société royale du Canada en 1948, ce qui fait d'elle la seule femme à avoir reçu cette distinction à ce jour. En 1956, l'Université du Minnesota lui octroya une distinction : l'« Outstanding Achievement Award », qui lui fut présentée par son ancien directeur de thèse, Elvin Stakman (en). Le 13 mai 1969, l'Université de la Saskatchewan lui décerna un doctorat honorifique en droit (LL.D.). En 1964, l'Université de Victoria a achevé la construction de la première phase d'un complexe de résidence pour étudiants ; l'un des bâtiments de quatre étages a été nommé « Margaret Newton Hall » en son honneur. Les autres ont été nommés pour rendre hommage à Emily Carr, David Thompson et Arthur Currie. Le 22 septembre 1997, elle a été reconnue officiellement comme l'une des personnes d'importance historique nationale, registre des personnes désignées par le gouvernement du Canada comme étant d'importance nationale dans l'histoire du pays. Une plaque a été installée à Fort Garry sur le campus de l'Université du Manitoba pour reconnaître cet honneur,. Margaret Newton a été intronisée au Temple de la renommée des sciences et génie du Canada  en 1991. Le 17 juillet 2008, elle a été intronisée au Temple de la renommée de l'agriculture du Manitoba, et une plaque en son honneur a été érigée à Portage la Prairie et fut officiellement inaugurée lors d'une cérémonie en présence de ses parents et « des représentants de centres de recherche sur les grains ».

## Publications
- (en) Margaret Newton, Thorvaldur Johnson et Archibald M. Brown, « A preliminary study on the hybridization of physiologic forms of Puccinia graminis tritici. », Scientific Agriculture, vol. 10, no 11,‎ 1930, p. 721–731 (lire en ligne)
- (en) Margaret Newton, Thorvaldur Johnson et Archibald M. Brown, « A study of the inheritance of spore colour and pathogenicity in crosses between physiologic forms of Puccinia graminis tritici. », Scientific Agriculture, vol. 10, no 12,‎ 1930, p. 775–798 (lire en ligne)
- (en) Margaret Newton et Thorvaldur Johnson, « Studies on the nature of disease resistance in cereals: i. the reactions to rust of mature and immature tissues », Canadian Journal of Research, NRC Research Press, vol. 11, no 5,‎ 1934, p. 564–581 (DOI 10.1139/cjr34-113, lire en ligne)
- (en) Margaret Newton et Thorvaldur Johnson, « Stripe rust, Puccinia glucarum, in Canada », Canadian Journal of Research, NRC Research Press, vol. 14c, no 2,‎ 1936, p. 89–108 (DOI 10.1139/cjr36c-008, lire en ligne)
- (en) Margaret Newton et Thorvaldur Johnson, « The effect of high temperatures on uredial development in cereal rusts », Canadian Journal of Research, NRC Research Press, vol. 15c, no 9,‎ 1937, p. 425–432 (DOI 10.1139/cjr37c-032, lire en ligne)
- (en) Margaret Newton et Thorvaldur Johnson, « The origin of abnormal rust characteristics through the inbreeding of physiologic races of Puccinia graminis tritici », Canadian Journal of Research, NRC Research Press, vol. 16c, no 1,‎ 1938, p. 38–52 (DOI 10.1139/cjr38c-004, lire en ligne)
- (en) Margaret Newton et Thorvaldur Johnson, « A mutation for pathogenicity in puccinia graminis tritici », Canadian Journal of Research, NRC Research Press, vol. 17c, no 9,‎ 1939, p. 297–299 (DOI 10.1139/cjr39c-027, lire en ligne)
- (en) Margaret Newton et Bjorn Peturson, « The effect of leaf rust on the yield and quality of thatcher and renown wheat in 1938 », Canadian Journal of Research, NRC Research Press, vol. 17c, no 11,‎ 1939, p. 380–387 (DOI 10.1139/cjr39c-038, lire en ligne)
- (en) Margaret Newton et Thorvaldur Johnson, « Crossing and selfing studies with physiologic races of oat stem rust », Canadian Journal of Research, NRC Research Press, vol. 18c, no 2,‎ 1940, p. 54–67 (DOI 10.1139/cjr40c-008, lire en ligne)
- (en) Margaret Newton et Thorvaldur Johnson, « The influence of light and certain other environmental factors on the mature-plant resistance of hope wheat to stem rust », Canadian Journal of Research, NRC Research Press, vol. 18c, no 8,‎ 1940, p. 357–371 (DOI 10.1139/cjr40c-034, lire en ligne)
- (en) Margaret Newton, Thorvaldur Johnson et B. Peturnson, « Seedling reactions of wheat varieties to stem rust and leaf rust and of oat varieties to stem rust and crown rust », Canadian Journal of Research, NRC Research Press, vol. 18c, no 10,‎ 1940, p. 489–506 (DOI 10.1139/cjr40c-044, lire en ligne)
- (en) Margaret Newton et Thorvaldur Johnson, « Mendelian inheritance of certain pathogenic characters of Puccinia graminis tritici », Canadian Journal of Research, NRC Research Press, vol. 18c, no 12,‎ 1940, p. 599–611 (DOI 10.1139/cjr40c-056, lire en ligne)
- (en) Margaret Newton et Thorvaldur Johnson, « Environmental reaction of physiologic races of puccinia triticina and their distribution in Canada », Canadian Journal of Research, NRC Research Press, vol. 19c, no 4,‎ 1941, p. 121–133 (DOI 10.1139/cjr41c-017, lire en ligne)
- (en) Margaret Newton et Thorvaldur Johnson, « The effect of high temperature on the stem rust resistance of wheat varieties », Canadian Journal of Research, NRC Research Press, vol. 19c, no 11,‎ 1941, p. 438–445 (DOI 10.1139/cjr41c-043, lire en ligne)
- (en) Margaret Newton et Thorvaldur Johnson, « Adult plant resistance in wheat to physiologic races of Puccinia triticina erikss. », Canadian Journal of Research, NRC Research Press, vol. 21c, no 1,‎ 1943, p. 10–17 (DOI 10.1139/cjr43c-002, lire en ligne)
- (en) Margaret Newton et Thorvaldur Johnson, « The inheritance of a mutant character in puccinia graminis tritici », Canadian Journal of Research, NRC Research Press, vol. 21c, no 7,‎ 1943, p. 205–210 (DOI 10.1139/cjr43c-017, lire en ligne)
- (en) Margaret Newton et Thorvaldur Johnson, « Physiologic specialization of oat stem rust in Canada », Canadian Journal of Research, NRC Research Press, vol. 22c, no 5,‎ 1944, p. 201–216 (DOI 10.1139/cjr44c-017, lire en ligne)
- (en) Margaret Newton, Bjorn Peturson et A.G.O Whiteside, « The effect of leaf rust on the yield and quality of wheat », Canadian Journal of Research, NRC Research Press, vol. 23c, no 4,‎ 1945, p. 105–114 (DOI 10.1139/cjr45c-008, lire en ligne)
- (en) Margaret Newton, Bjorn Peturson et W.O.S. Meredith, « The effect of leaf rust of barley on the yield and quality of barley varieties », Canadian Journal of Research, NRC Research Press, vol. 23c, no 6,‎ 1945, p. 212–218 (DOI 10.1139/cjr45c-018, lire en ligne)
- (en) Margaret Newton et Thorvaldur Johnson, « Physiologic races of puccinia graminis tritici in canada, 1919 to 1944 », Canadian Journal of Research, NRC Research Press, vol. 24c, no 2,‎ 1946, p. 26–38 (DOI 10.1139/cjr46c-005, lire en ligne)
- (en) Thorvaldur Johnson et Margaret Newton, « Specialization, hybridization, and mutation in the cereal rusts », The Botanical Review, Springer-Verlag, vol. 12, no 6,‎ juin 1946, p. 337–392 (DOI 10.1007/BF02861524, lire en ligne)
- (en) Margaret Newton et W.J. Cherewick, « Erysiphe graminis in Canada », Canadian Journal of Research, NRC Research Press, vol. 25c, no 2,‎ 1947, p. 73–94 (DOI 10.1139/cjr47c-008, lire en ligne)
- (en) Margaret Newton, Bjorn Peturson et A.G.O Whiteside, « Further studies on the effect of leaf rust on the yield, grade, and quality of wheat », Canadian Journal of Research, NRC Research Press, vol. 26c, no 1,‎ 1948, p. 65–70 (DOI 10.1139/cjr48c-007, lire en ligne)